# Sebastian Popescu
Sebastian-Constantin Popescu (n. 12 februarie 1982) este un politician român, fondator și președinte al Partidului Noua Românie (PNR) din 2015. Născut în Balș, județul Olt, Sebastian Popescu are o formare profesională în medicina veterinară, absolvind Universitatea de Științe Agricole și Medicină Veterinară a Banatului din Timișoara în 2006. Un an mai târziu se mută în București.

## Activitatea profesională
A practicat 5 ani medicina veterinară, iar apoi s-a dedicat jurnalismului, coordonând în 2019 două site-uri de știri.

## Activitatea politică
Pe 17 iunie 2015, Popescu a înființat Partidul Noua Românie (PNR), o formațiune politică de centru dreapta ce promovează transparența, meritocrația și integritatea în administrația publică.
Partidul a fost înființat după anularea de către Curtea Constituțională a legii care cerea un minim de 25.000 de semnături din 18 județe pentru fondarea unui partid. Partidul a fost întemeiat cu 3 membri, ajungând în 2019 la 1.000 membri.
În 2016 a candidat la alegerile parlamentare pentru Camera Deputaților din partea județului Vâlcea. În 2018 sesiza DNA cu privire la vânzarea a două aeronave ale Tarom către o firmă din Armenia. De asemenea, s-a aflat în fruntea listei pentru alegerile europarlamentare din 2019 din partea partidului său.

### Candidatura la alegerile prezidențiale din 2019
La alegerile prezidențiale din 2019, el a fost candidatul PNR, având 37 de ani la acea vreme, fiind cel mai tânăr și cel mai sărac candidat (conform declarației de avere) de la acel rând de alegeri. Programul său electoral se axa pe reorganizarea aparatului administrativ al președinției, renunțarea la vila de protocol, modernizarea sistemului de educație, unirea României cu Republica Moldova și recuperarea Tezaurului de la ruși sau contravaloarea acestuia. Nu a avut buget de campanie. A obținut un scor modest.
În 2020 a fost candidat la alegerile locale pentru Primăria Capitalei.

### Candidatura la alegerile prezidențiale din 2024
În noiembrie 2024, Popescu a candidat din nou la funcția de președinte al României din partea PNR, în alegerile care au fost ulterior anulate de Curtea Constituțională. Pe lângă fostele propuneri mai dorea retragerea decorațiilor oferite de foștii președinți dacă persoanele respective nu aveau o conduită adecvată. De asemenea, dorea organizarea Festivalului Cerbul de Aur de la Brașov „sub înaltul Patronaj al Președintelui României”. Pe 27 noiembrie avea să depună o cerere de anulare a alegerilor considerând că a fost fraudată legea electorală de către Călin Georgescu, cerere care îi este respinsă, CCR considerând că petiția este tardivă.

### Candidatura la alegerile prezidențiale din 2025
În martie 2025, el și-a depus candidatura pentru alegerile prezidențiale programate în 2025. Programul de țară se bazează pe principiile echității, dreptății, educației, muncii, modernizării statului și recunoașterii contribuției cetățenilor.

## Controverse
Autoritatea Electorală a notificat în septembrie 2019 (înaintea alegerilor prezidențiale din acel an) Parchetul General după ce a observat în cazul său că mai multe semnături ale diverselor persoane aveau „elemente de similitudine evidentă, de natură de a influența îndeplinirea condiției legale referitoare la numărul minim de susținători de 200.000”, candidatul fiind reclamat pentru acest fapt împreună cu alți 7 contracandidați ai acelor alegeri. La momentul respectiv se întreba de ce există o dublă măsură din moment ce BEC a găsit nereguli la toți candidații (chiar și la cei ai partidelor parlamentare reprezentate în instituție), dar a depus sesizări doar la cei nereprezentați.
Biroul Electoral Central (BEC) a sesizat în 2025 (înaintea alegerilor prezidențiale din acel an) organele de urmărire penală privind posibile nereguli în listele de susținători depuse de Popescu, semnalând că unele liste ar fi fost întocmite într-o singură zi în mai multe localități aflate la distanțe considerabile. Acesta s-a apărat spunând că și-a asumat personal listele, deși nu el le-a adunat.
Ovidiu Dobrotă, o persoană care a deținut un site de știri false care l-au favorizat pe Trump în campania alegerilor din 2016, se prezenta în 2016 ca managerul prezenței online a Partidului Noua Românie. Popescu relata în 2019 că sunt doar prieteni (nu foarte apropiați) și că s-a exagerat mult în privința rolului acestuia în campania lui Trump.

## Opinii
În 2019 îl admira pe Abraham Lincoln ca lider politic pentru abolirea sclaviei, se declara împotriva federalizării Europei, împotriva importului de muncitori pentru acoperirea forței de muncă, în favoarea vaccinării copiilor.

## Prezența online
Popescu este activ pe rețelele sociale, având conturi pe Facebook și Instagram, unde își promovează activitatea politică și personală.